# Quercus arizonica
Quercus arizonica (дуб аризонський) — вид рослин з родини букових (Fagaceae); поширений на півдні США й на півночі Мексики.

## Опис
Це повільноросле, вічнозелене чи напіввічнозелене, велике дерево, яке досягає максимальної висоти 18 метрів. Стовбур заввишки 1 м; крона неправильна. Кора сіра, дуже товста, глибоко борозниста. Гілочки жовтуваті, вовнисті. Листки довгасті, товсті й шкірясті, 3–10 × 1.5–3 см; основа серцеподібна або округла; верхівка тупа або злегка загострена; край зубчастий, крім біля основи, вигнутий, іноді майже цілий; верх сірувато-зелений, дуже шорсткий, волосатий; низ тьмяно жовтувато-сірий, запушений спочатку, потім голий; ніжка завдовжки 3–10 мм. Квітне навесні. Чоловічі сережки завдовжки 1.5–3 см, містять численні квітки; жіночі сережки 1–2 см, з 2–6 квітками. Жолуді зріють 5–6 місяців, поодинокі або в парі (іноді більше) на дуже короткій ніжці; горіх світло-коричневий, яйцеподібний або довгастий, 8–12 мм; чашечка глибиною 5–10(15) мм × шириною 10–15 мм, укриває приблизно 1/2 горіха.

## Поширення й екологія
Поширений на півдні США (Аризона, Нью-Мексико, Техас) й на півночі Мексики (Баха-Каліфорнія-Сур, Коауїла, Дуранго, Нуево-Леон, Сіналоа, Сонора).
Населяє дубові та соснові рідколісся, узлісся чапаралей, арройос; росте на висотах 1505–2200 м.

## Використання
Жолуді є поживою для різних видів тварин. Q. arizonica використовується для палива і рідко для меблів. Деревина щільна, важка, тверда й міцна; однак дерева рідко бувають досить прямими або достатньо великими, щоб мати комерційну цінність.

## Загрози
Відомо, що цей вид чутливий до грибка гниття деревини, Inonotus andersonii.